# خطم

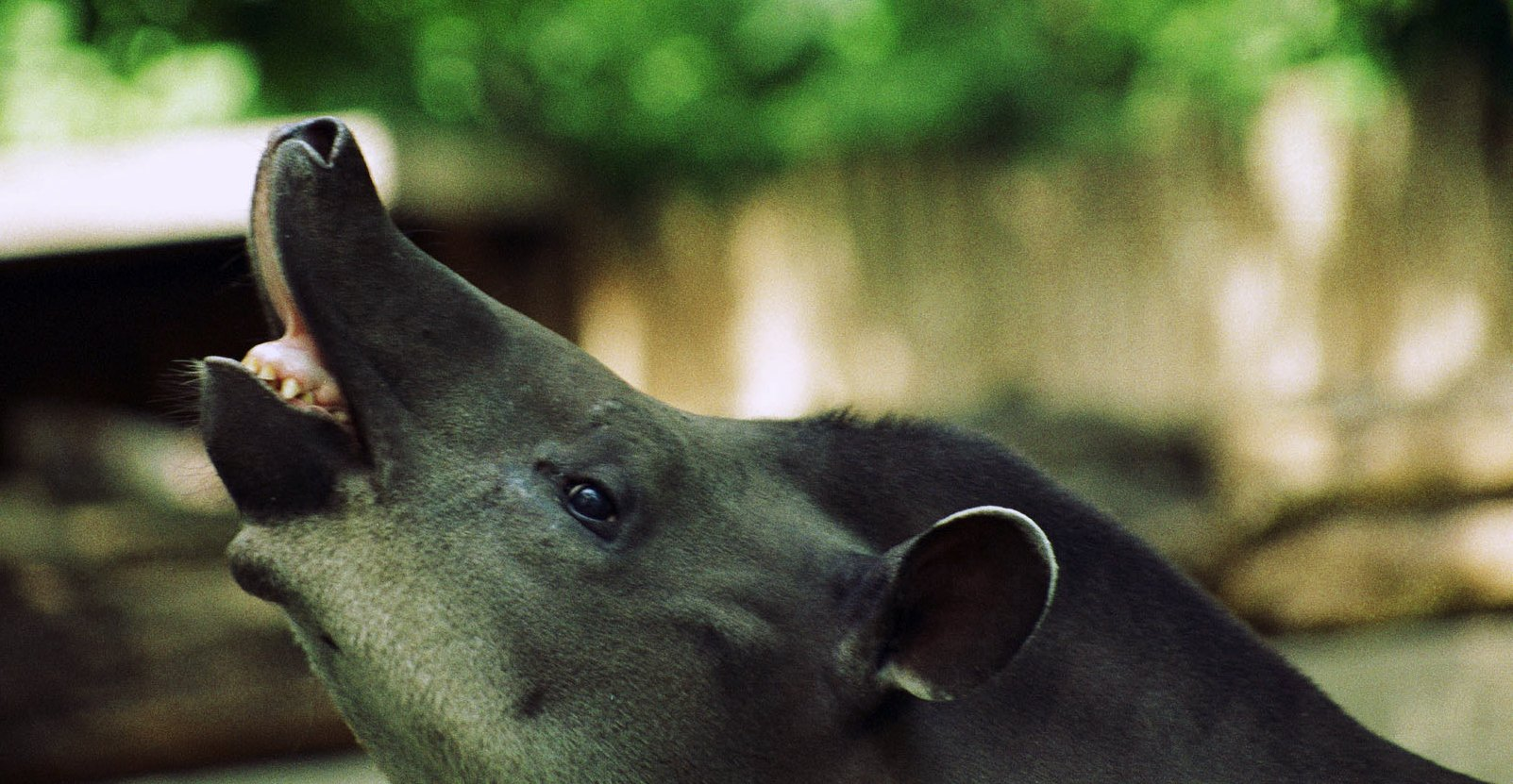
الخَطم بفصيلة التابيرات

الخَطْم (بالإنجليزية: Snout)‏ هو الجُزء البارِز مِن وجِه الحيوان، تتألف من الأنف والفم والفك. هذا البناء يُسمى في العديد من الحيوانات الكِعام أو المِخطم أو المِنقار أو الخرطوم أو الفِنطيسة. تكون بالغالِبْ رطبة وعارية حول فُتحتي الأنف. وغالباً ما تكون مُرتبطة بإحساس قوي للشّم. يُعتَبر الخطم نُقطة ضعف لمُعظم الحيوانات: بِسبب هيكَلِها، مِما يؤثِر على الحيوان بصعقة أو ردة فِعل قوية في حال تَعرض لقوة كافية عليه أو تعرض للقطع.

## تنوع الشكل
يوجد الخطم على العَديد من الثدييات الأخرى في مجموعة مُتنوعة من الأشكال. بعض الحيوانات، بما في ذلك الدببة والقطط الكبيرة لها خطم على شَكِل مُربع، في حين أن في الزبابات يكون الخطم مدبب الشكِل. الخطم في الخنزير مُسطح وأسطواني.

### الكلاب
يَمتد المِخطم في الكلاب من تحت العينين وتَشمل الفك والأنف والفم. في الكلاب الأليفة، الخطم العليا تحتوي على أجهزة إستشعار قوية للكشف عن الروائح.